# Роберто Мароні
Роберто Мароні (італ. Roberto Maroni; 15 березня 1955, Варезе, Італія — 22 листопада 2022) — італійський політик, колишній президент Ломбардії (2013—2018). Лідер Ліги Півночі (італ. Lega Nord), партії, яка бажає автономії або незалежності для Північної Італії чи Паданії, з 2012 до 2013 року. З 1992 до 2013 був членом Палати депутатів Італії, завжди обирався у ломбардських округах. Міністр внутрішніх справ Італії з 1994 до 1995 і з 2008 до 2011.